# Eric Born
Pour les articles homonymes, voir Born.
Eric Born, né le 31 août 1970, est un homme d'affaires suisse et un ancien judoka. Il a participé aux Jeux olympiques d'été de 1992 en -65 kg.  Il a également été champion d'Europe de judo (1991).

## Biographie
Eric Born a commencé le judo dès son plus jeune âge et a remporté une médaille d'or aux Championnats d'Europe de judo de 1991. Ce titre lui a permis de participer aux Jeux olympiques d'été de 1992 à Barcelone. Mais il a été battu au premier tour. Après l'échec aux Jeux olympiques, il a remporté une médaille d'argent aux Championnats du monde de judo de 1993. Par la suite, Eric Born entre dans le monde des affaires et travaille pour plusieurs entreprises, devenant notamment CEO de Wincanton plc de 2010 à 2015, puis président et CEO de Swissport d'août 2015 jusqu'à fin 2020. Après un congé sabbatique de près de 2 ans, il a commencé comme PDG de Grafton Group plc en novembre 2022. Il est titulaire d'une maîtrise en administration des affaires (MBA) de l'Université de Rochester .